# Катастрофа Ту-154 под Малабо
Катастрофа Ту-154 под Малабо — авиационная катастрофа, произошедшая 1 июня 1976 года. Авиалайнер Ту-154А авиакомпании «Аэрофлот» выполнял межконтинентальный рейс SU-418 по маршруту Луанда — Малабо — Нджамена — Триполи — Москва, но при заходе на посадку в Малабо врезался в гору около аэропорта Малабо на острове Масиас-Нгема-Бийого (Экваториальная Гвинея). Погибли все находившиеся на его борту 45 человек — 35 пассажиров и 10 членов экипажа.

## Самолёт
Ту-154А (регистрационный номер CCCP-85102, заводской 75A-102, серийный 0102) был выпущен Куйбышевским авиационным заводом 9 апреля 1975 года и 21 день спустя (30 апреля) был передан авиакомпании «Аэрофлот» (ЦУМВС, Шереметьевский ОАО). Оснащён тремя двигателями НК-8-2У производства КМПО. На день катастрофы совершил 1069 циклов «взлёт-посадка» и налетал 2119 часов.

## Экипаж и пассажиры
Самолётом управлял опытный экипаж, его состав был таким:
- Командир воздушного судна (КВС) — Владимир Фёдорович Ивченко.
- Второй пилот — Александр Николаевич Курьянов.
- Штурман — Юрий Сергеевич Ильинский.
- Штурман-стажёр — Виктор Кириллович Пакуленко.
- Бортинженер — Борис Фёдорович Бунчук.
- Бортрадист — Николай Петрович Коновалов.

В салоне самолёта работали четверо бортпроводников:
- Александр Фёдорович Широков — старший бортпроводник,
- Лидия Нестеровна Евстигнеева,
- Татьяна Васильевна Микулик,
- Светлана Владимировна Рузакова.

| Страна  | Пассажиры | Экипаж | Всего |
| ------- | --------- | ------ | ----- |
| СССР    | 3         | 10     | 13    |
| Ангола  | 31        | 0      | 31    |
| Венгрия | 1         | 0      | 1     |
| Итого   | 35        | 10     | 45    |

## Катастрофа
В 05:52 UTC рейс SU-418 вылетел из аэропорта Луанды и вскоре занял эшелон FL320 (9750 метров) при скорости 580 км/ч. В 07:36, на подходе к первой промежуточной посадке, экипаж начал спуск с вертикальной скоростью 15-20 м/с, а в 07:38 связался с диспетчером аэропорта и запросил данные о погоде. В ответ была переданы фактические данные на 07:00: видимость 9 км, облачность 5/8 баллов высотой 300 метров, 7/8 баллов высотой 3300 метров, давление 1014,5 мбар, температура 24 °C. В 07:43 самолёт спустился до эшелона 4200 метров, о чём экипаж доложил диспетчеру, а также запросил разрешение на посадку на ВПП № 05. Разрешение было получено, при этом диспетчер сообщил новое значение давления — 1014,0 мбар, а заодно дал указание сообщить, когда экипаж увидит ВПП. В 07:47-07:48 экипаж связался с оператором авиакомпании «Аэрофлот» в Москве и сообщил, что намерен приземлиться в Малабо в 07:52. После этого ни с диспетчером, ни с Москвой рейс 418 больше на связь не выходил и в аэропорту Малабо не приземлился.
После того, как самолёт был объявлен пропавшим, начались его поиски, которые велись как на самом острове, так и в океане. Была также задействована авиация президента Экваториальной Гвинеи. 6 июня советский лётчик на личном Ка-26 Франсиско Масиаса Нгемы наконец обнаружил на южном склоне вулкана Сан-Карлос место падения большого авиалайнера. Площадь разброса обломков имела размеры 380 на 200 метров. Так как место падения располагалось в труднопроходимых джунглях, наземная поисковая группа добралась к нему лишь 18 июня. Все находившиеся на борту самолёта люди погибли.
На то время это была крупнейшая авиакатастрофа в истории Экваториальной Гвинеи (с 2005 года — вторая).

## Расследование
По данным расшифровки бортовых самописцев, с высоты 2500 метров авиалайнер спускался с вертикальной скоростью 10—12 м/с и с поступательной приборной скоростью (Vпр) 500 км/ч. Для изменения магнитного курса с 032° до 350° самолёт совершил несколько левых поворотов с креном до 30°. В 10:48:34 с приборной скоростью 490 км/ч и вертикальной 7 м/с лайнер врезался в гору Сан-Карлос. Шасси и закрылки при этом были убраны. До столкновения с землёй все системы и двигатели самолёта работали нормально.
По данным комиссии, контрольный ориентир остров Сан-Томе рейс 418 прошёл на две минуты раньше, однако экипаж не исправил расчётное время прибытия. Помимо этого:
1. В инструкции по производству полетов аэропорта Малабо недостаточно освещены местные метеорологические, географические и рельефные особенности этого региона. Вулкан Сан-Карлос вообще отсутствовал на полётных картах;
2. Низкий уровень диспетчеров Малабо — три диспетчера из четырёх не имели допуска к управлению воздушным движением из-за образования в 4 класса;
3. Из-за раннего прилета согласно расписания в аэропортах вылета отсутствует прогноз и фактическая погода аэропорта Малабо, который на момент вылета ещё не работал. Данный аэропорт был открыт только в дневное время с 08:00 до 18:00, и экипажи принимали решение на вылет по прогнозу погоды для аэропорта Дуалы (Камерун).

В то же время было признано, что низкая квалификация авиадиспетчеров не могла послужить причиной катастрофы, так как экипаж получил всю необходимую информацию. Из-за отсутствия свидетелей и в связи с полным разрушением самолёта причины катастрофы рейса SU-418 так точно и не смогли определить. Есть лишь предположения:
- на самолёт и экипаж было оказано внешнее воздействие, хотя никаких данных о полёте беспилотных аппаратов в данном регионе нет;
- преждевременный спуск самолёта и его уклонение вправо от линии пути из-за ошибки в курсовой системе вследствие вероятного отказа радиолокатора (его работа бортовыми самописцами не фиксировалась), из-за чего экипаж потерял возможность определить положение самолёта относительно острова.

Так как фактического наблюдения за погодой в зоне аэропорта не велось, то есть вероятность, что самолёт с отказавшей навигационной системой вошел в слой мощных облаков, расположенных с подветренной стороны гор, и в условиях недостаточной видимости на высоте 750 метров врезался в склон горы.